# 1655
- Wikisource

| Calendário gregoriano                                                        | 1655 MDCLV                          |
| Ab urbe condita                                                              | 2408                                |
| Calendário arménio                                                           | 1104 – 1105                         |
| Calendário bahá'í                                                            | -189 – -188                         |
| Calendário budista                                                           | 2199                                |
| Calendário chinês                                                            | 4351 – 4352 Início a 6 de fevereiro |
| Calendário copta                                                             | 1371 – 1372                         |
| Calendário etíope                                                            | 1647 – 1648                         |
| Calendários hindus - Vikram Samvat - Calendário nacional indiano - Cáli Iuga | 1710 – 1711 1576 – 1577 4755 – 4756 |
| Calendário Holoceno                                                          | 11655                               |
| Calendário islâmico                                                          | 1065 – 1066                         |
| Calendário judaico                                                           | 5415 – 5416                         |
| Calendário persa                                                             | 1033 – 1034                         |
| Calendário rúnico                                                            | 1905                                |
| Calendário solar tailandês                                                   | 2198                                |

1655 (MDCLV, na numeração romana) foi um ano comum do século XVII do actual Calendário Gregoriano, da Era de Cristo,  e a sua letra dominical foi C, teve 52 semanas, com início a uma sexta-feira e terminou também a uma sexta-feira.
| Ano completo                       |
| ---------------------------------- |
| Ano comum com início à sexta-feira |

## Eventos
- 7 de Maio - Papa Alexandre VII é eleito Papa.
- 14 de Dezembro - Fundação da cidade de Jundiaí.
- O padre António Vieira obtem do rei um lei para proteger os índios contra os abusos dos colonos[1]

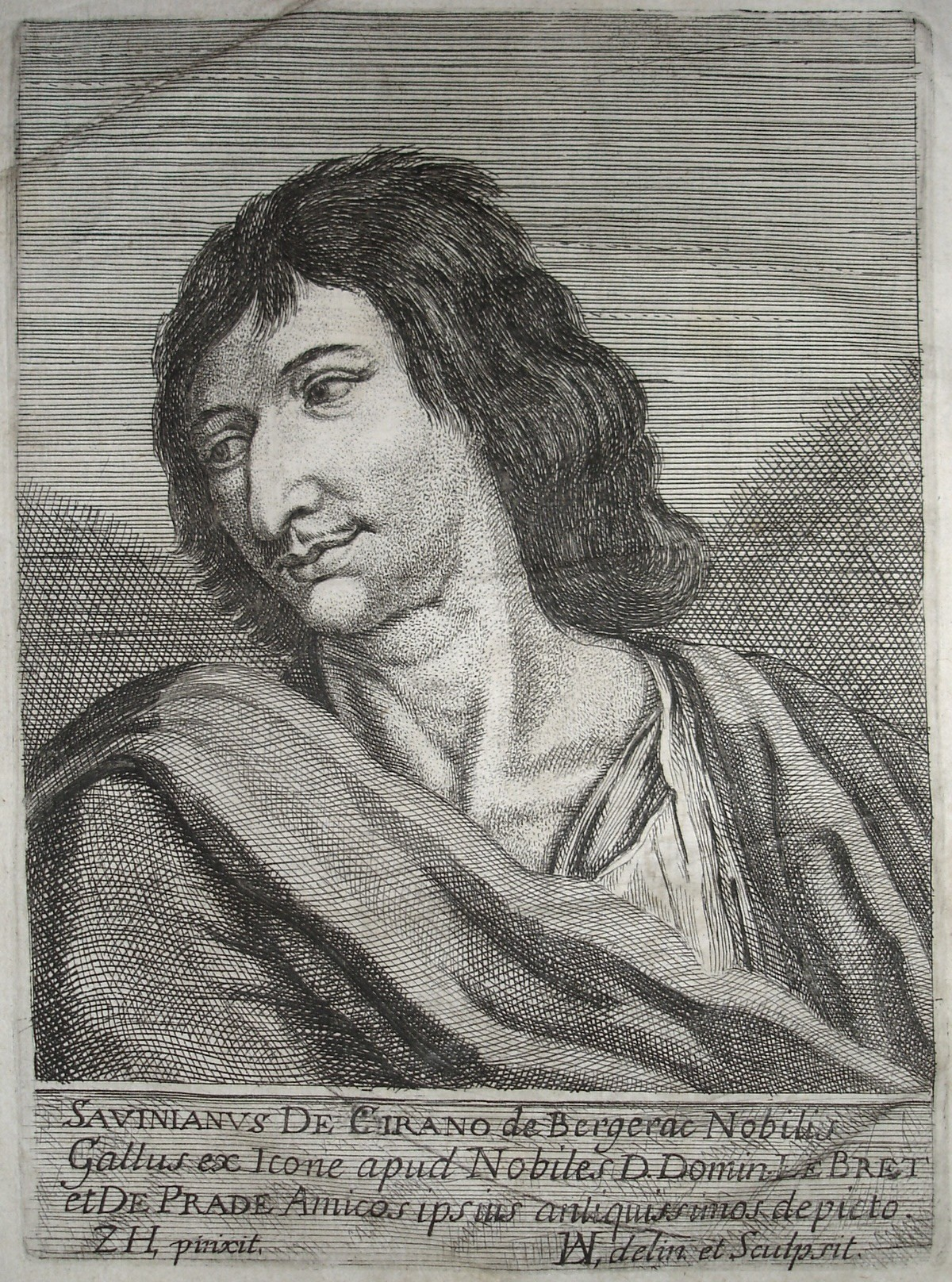
Savinien de Cyrano de Bergerac (1619-1655). Gravura de 1654 de autor anónimo, a partir de uma pintura de Zacharie Heince.

## Nascimentos
- 13 de Maio - Papa Inocêncio XIII (m. 1724).
- 10 de Setembro - Caspar Bartholin, o Jovem, anatomista dinamarquês (m. 1738).
- ? - Zumbi dos Palmares (m. 1695).

## Mortes
- 7 de Janeiro - Papa Inocêncio X (n. 1574).
- 27 de Janeiro - Manuel Álvares, professor de filosofia português (n. 1572).
- 26 de julho - Cyrano de Bergerac (n. 1619).